# Сухая Липовица
Сухая Липовица — река в России, протекает по Тамбовской области. Правая составляющая реки Липовицы. Иногда Сухая Липовица рассматривается как верхнее течение Липовицы.

## География
Река берёт начало неподалёку от деревни Сухая Липовица. Течёт на восток по открытой местности. У села Большая Липовица сливается с рекой Большая Липовица, образуя реку Липовицу. Длина реки составляет 41 км, площадь водосборного бассейна — 533 км².
Притоки Сухой Липовицы: Большая Липовица (правый), Кобыляцкий, Эксталь (левые).

## Данные водного реестра
По данным государственного водного реестра России относится к Окскому бассейновому округу, водохозяйственный участок реки — Цна от истока до города Тамбов, речной подбассейн реки — Мокша. Речной бассейн реки — Ока.